# Hilma Henningsson
Hilma Kristina Henningsson, född 6 april 1878 i Blentarps församling i Malmöhus län, död 20 april 1966 i Danderyds församling i Stockholms län, var en svensk lärarinna.
Hilma Henningsson erhöll avgångsexamen från Högre lärarinneseminariet i Stockholm 1900 och undervisade från 1911 där i talteknik och välläsning, från 1918 i deklamation vid Musikkonservatoriet. Hon utgav bland annat Välläsningens konst (1915, fjärde upplagan 1926) och Rösten och talet (1923). Hilma Henningsson är begravd på Sankt Pauli norra kyrkogård i Malmö.